# Туменко Борис Іванович

## Біографія
Борис Туменко народився в Краснограді. У 1967 році закінчив Гадяцьке культурно-освітнє училище за спеціальністю «керівник самодіяльного театрального колективу», в 1971 — режисерське відділення Харківського державного інституту культури.

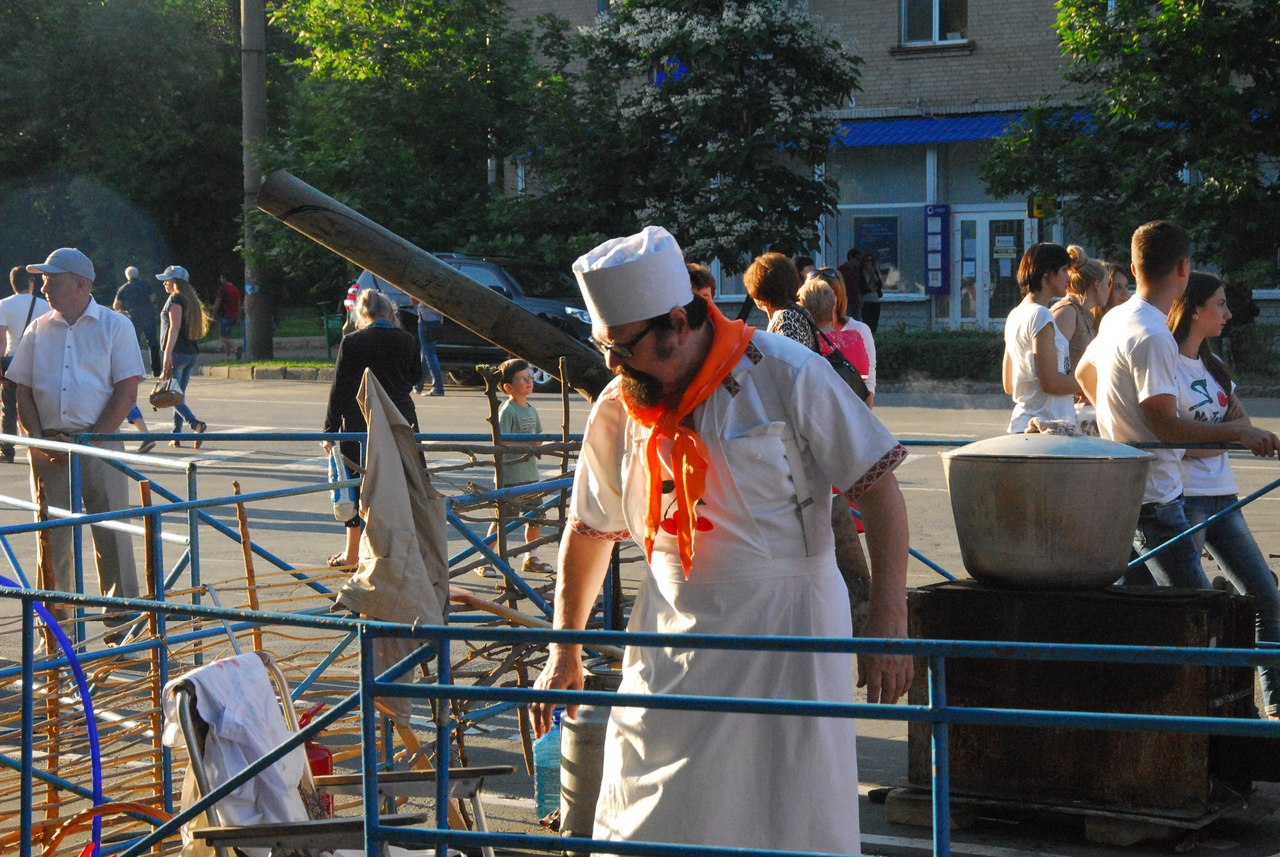

З 1984 року керує народним театром «Час» у мелітопольському  ДК ім. Т. Г. Шевченка.
У 2003 році театр «Час» став дипломантом Міжнародного фестивалю в місті Прилуки, показавши виставу за п'єсою Г. Горіна «Забути Герострата». Також в 2003 році театр став переможцем обласного огляду театрального мистецтва, а Борис Туменка був нагороджений грамотою та цінним подарунком.
Театр «Час», яким керує Борис Туменка, організував проведення в Мелітополі «Театральній весни» і «Театральній осені». Колектив щорічно представляє 2-3 прем'єри.
Борис Туменка є постійним методистом театрального жанру в шкільних драматичних гуртках.
З 2001 року член  Народно-демократичної партії України.
Борис Туменка захоплювався колекціонуванням свічників і свічок. Помер 8-го травня 2018 року.

### Театр «Время»
- 2003 — «Забути Герострата!»  Г. Горіна
- 2004 — «Назар Стодоля»  Т. Г. Шевченка
- 2007 — «Уявний хворий» Ж.-Б. Мольєра
- 2008 — «Зона», за мотивами вистави  Е. С. Радзинського «Наш декамерон»[4]
- 2008 — «Маленькі трагедії»  А. С. Пушкіна[5]
- 2009 — «Вечори на хуторі біля Диканьки»  Н. В. Гоголя. Спільно з театрами «Колесо», «Гаудеамус» та «Балаганчик»[6]
- 2009 — «Трибунал»  А. Є. Макаёнка[7]
- 2011 — «Рахую до п'яти!»[8]
- 2012 — «Все миші люблять сир», за мотивами  «Ромео і Джульєтти»  У. Шекспіра[9]
- 2013 — «Лукомор'я», за п'єсою В. Ілюхова «Іван царевич, сірий вовк та інші». Спільно з театром «Колесо»[10]
- 2013 — «Котячий будинок». Спільно з театром «Балаганчик»[11]
- 2013 — «Чарівна перлинка Адельміни»  С. Топелиуса. Спільно з театром «Балаганчик»[11]
- 2013 — «Всем летять на північний захід». Спільно з театрами «Колесо», «Гаудеамус» та «Балаганчик»[12]
- 2014 — «Мороз Іванович», за мотивами російської народної казки «Морозко»[13]

### Театр «Гаудеамус»
- 2007 — «Лісова пісня»  Лесі Українки[14]
- 2008 — «Мирандолина»[15]
- 2010 — «Богдан Хмельницький» (відзначилися актори, який грали у фільмі «Зона» (2015)), за мотивами драми  А. Є. Корнійчука. Спільно з театром «Час»[16]

### Театр «Колесо»
- 2007 — «Кришталеві черевички», за казкою «Попелюшка»  Ш. Перро[17]
- 2007 — «Казки Оле-Лукоє», за казками  Х. К. Андерсена[18]
- 2008 — «Квітка сонця, або Біла троянда». Спільно з театром «Час»[19]
- 2008 — «Морозко», за мотивами російської народної казки. Спільно з театрами «Час» та «Гаудеамус»[20]
- 2009 — «Як Іван злого Фути здолав»[21]

## Сім'я
- Дружина — Честнова Наталія Юріївна (1957 р н.). викладач театрознавства мелітопольської гімназії № 5.
- Син — Юрій (1983 р н.), Студент Мелітопольського педуніверситету, керівник команди брейк-дансу «Форсаж».
- Дочка — Роксолана (1987 р н.), Студентка декоративно-прикладного факультету Мелітопольського вищого училища культури.

## Нагороди та звання
- Триразовий лауреат Всесоюзного фестивалю самодіяльної творчості трудящих.
- Дипломант Міжнародного фестивалю (Прилуки, 2003).
- Лауреат ІІ ступеня Всеукраїнського фестивалю 2004.
- Обласна премія «За Досягнення у розвітку культури Запорізького краю» (2005 рік).